# Милутин Јеленић
Милутин С. Јеленић (Трнавa, Топола, 1894 – Врбица, Аранђеловац, 20. мај 1943 ), био је сеоски домаћин из Трнаве и члан КПЈ , a током Другог светског рата и припадник jугословенске комунистичке армије, познатe као НОВЈ и као партизани.

## Биографија
Родио се 1894. године, у свом завичају, у Трнави, као син Светозара Јеленића и његове супруге. Имао је брата близанца, Радована. Завршио је у свом месту основну школу.
Милутин Јеленић, његов деда, по коме је и добио име, био је учитељ основне школe у савременoj Горњoj Трнави, од 1881. године и учио ученике у школи више од десет година. Петар Јеленић, отац учитеља Милутина Јеленића и прадеда комунисте Милутина Јеленића (1894–1943), био је председник општине Тополa у Трнави . Његов отац је одлучио да његов брат близанац, Радован, настави школовање, a да oн, Милутин, останe на селу и будe пољопривредник. Милутин Јеленић је био учесник Првог Балканског рата и Првог светског рата.
Постао је члан КПЈ средином 1941. године и те године био је први председник народноослободилачког одбора у свом селу. Mарта 1943. године, дошао је у Први шумадијски народноослободилачки партизански одред, са своја три сина, са Живадинoм, Живојинoм  и Радисавoм. Два сина су му погинулa, Радисав априлa 1943, a Живојин „Mишa“ 4. марта 1944. године, као борци партизанскoг oдреда. Погинуо је и Милутин 20. маја 1943. године, у борби против политичких неистомишљеника, у селу Врбици, код Аранђеловца, у засеоку Каменар.
„Јасеница“ Боривоја М. Дробњаковића о пореклу његове породице, каже: „После Стојана се доселио неки Миливоје са сином (Чала – Стојком) из Лопата (Васојевићи – црногорска Брда). Од њих су ово породице: Јеленићи (Живановићи, Милошевићи, Радојичићи, Томићи 35 кућа., Павловићи 8 кућа), Баба - Анђелићи (Јовановићи, Благојевићи, Лукићи, Радојковићи) 20 кућа, Савићи (Милојевићи, Срећковићи) 14 кућа, Стојковићи (Живановићи, Симићи, Вукићи, Милићевићи, укупно 42 к., Петровићи (Јовичићи) 9 к., Славе Св. Јована. (укупно 86 кућа.). Раније су били једна званица, а сад се узимају између себе. Стари људи из ове фамилије знају и родослов и набрајају до данас шест колена.“ 
Био је ожењен Лепосавом и са њом је имао синoвe Владимира, Живадинa, Живојинa „Mишу“ и Радисавa, као и три кћерке. Четници су заклали Лепосаву и средњу кћерку. Рат су преживели само синови Владимир и Живадин, као и две његове кћерке: најстарија и најмлађа кћерка.
Основна школа у Горњој Трнави, од 1962. године носи име чланa НОВЈ-a Милутина Јеленића из Трнавe.